# 雷神社 (横須賀市)

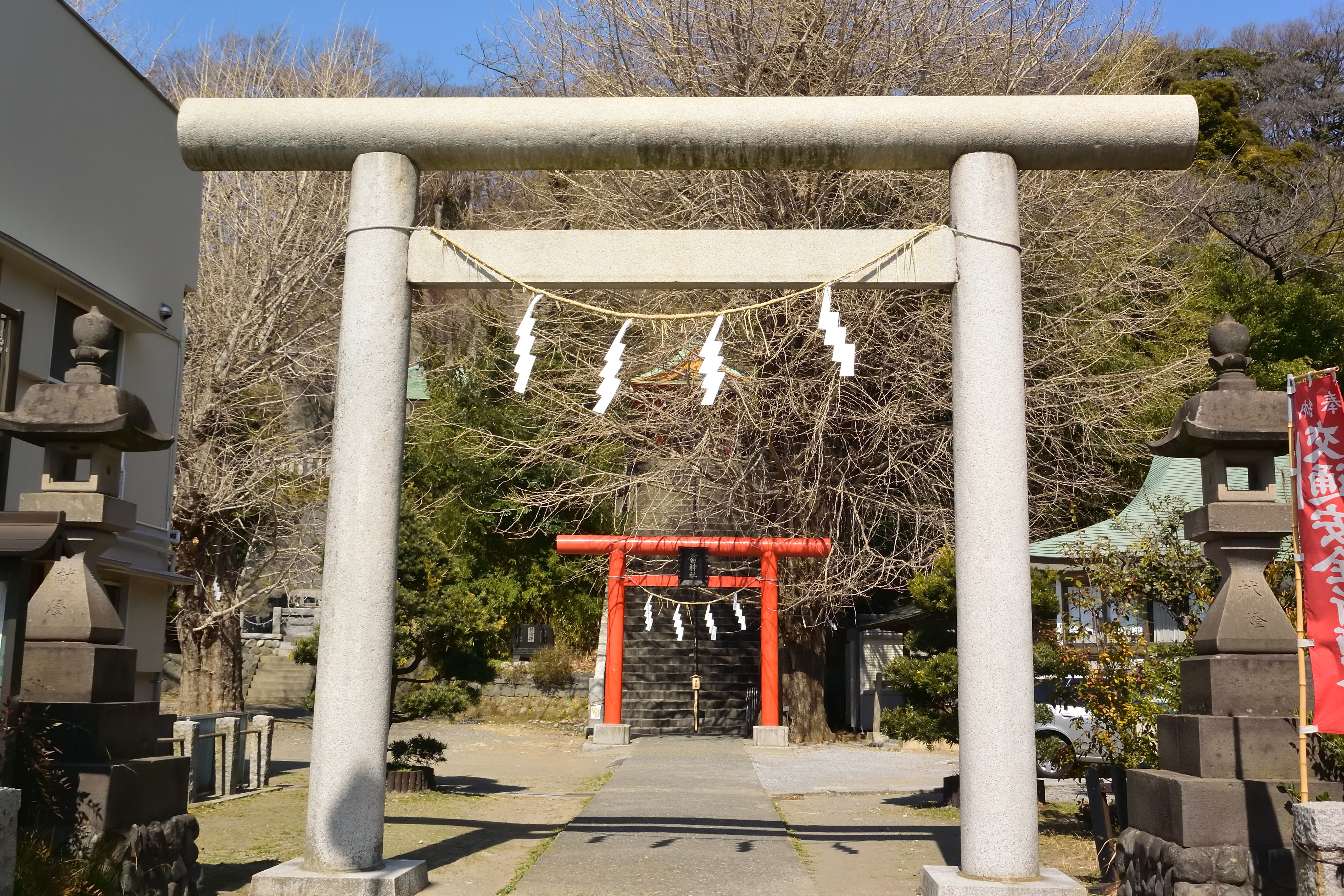
鳥居

雷神社（いかづちじんじゃ、かみなりじんじゃ）は神奈川県横須賀市追浜にある神社である。祭神は火雷命（ほのいかづちのみこと、「火雷神」と書かれて「いなびかりのかみ」「ほのいかづちのかみ」などと読まれることもある。）
境内には樹齢400年を超えると言われているご神木の銀杏がある。
また境内には稲荷社の他、戦没者の慰霊碑や旧海軍の招魂社である浜空神社等もある（前身は、追浜海軍航空隊の守護神であった鳥船神社。平成20年（2008年）に現在の場所に遷座）。
なお、社名をもじった独自のカクテル「雷ジンジャー」が、2013年より周辺の飲食店で提供されている。

## 名称
「雷神社」と書いて「いかづちじんじゃ」と読むのが「本来」「正式」などとも言われるものの、その正確な意味は判然としない。『新編相模国風土記稿』等の古い文献では「雷電大明神」「雷電神社」と記されているものもある。
現在では「かみなりじんじゃ」の呼び方が地元では普通であり、また広く用いられている。

## 歴史
- 承平元年（931年）に創建と言われる。
- 元は天神社が（現在の横浜市金沢区六浦東1丁目から追浜本町2丁目付近に相当する）「室の木」の「天神ヶ崎」地域に祀られていたと言われる[9]。
- 永禄の頃に字「苗割」に移して、その際に「雷神社」と称した、とも言われる[9]。
- 天正9年（1581年）に朝倉能登守が現在の場所に移す。それ以前は当時離れ小島であった築島(追浜町3丁目)に社殿があった。築島のご神木は、黒焦げで現存する柏槇[11]。なお、火雷神が勧請されたのはこの時とする資料もある[11]。
- 宝永4年（1707年）に社殿が再建された[9]。
- 明治初期に天神社は雷神社に合祀された[11]。
- 旧社殿は木造、草葺きであったが、昭和23年[11]もしくは昭和30年[9]に焼け落ちたあと、昭和35年（1960年）に鉄筋コンクリート製の社殿が建てられた[11]。

## 交通

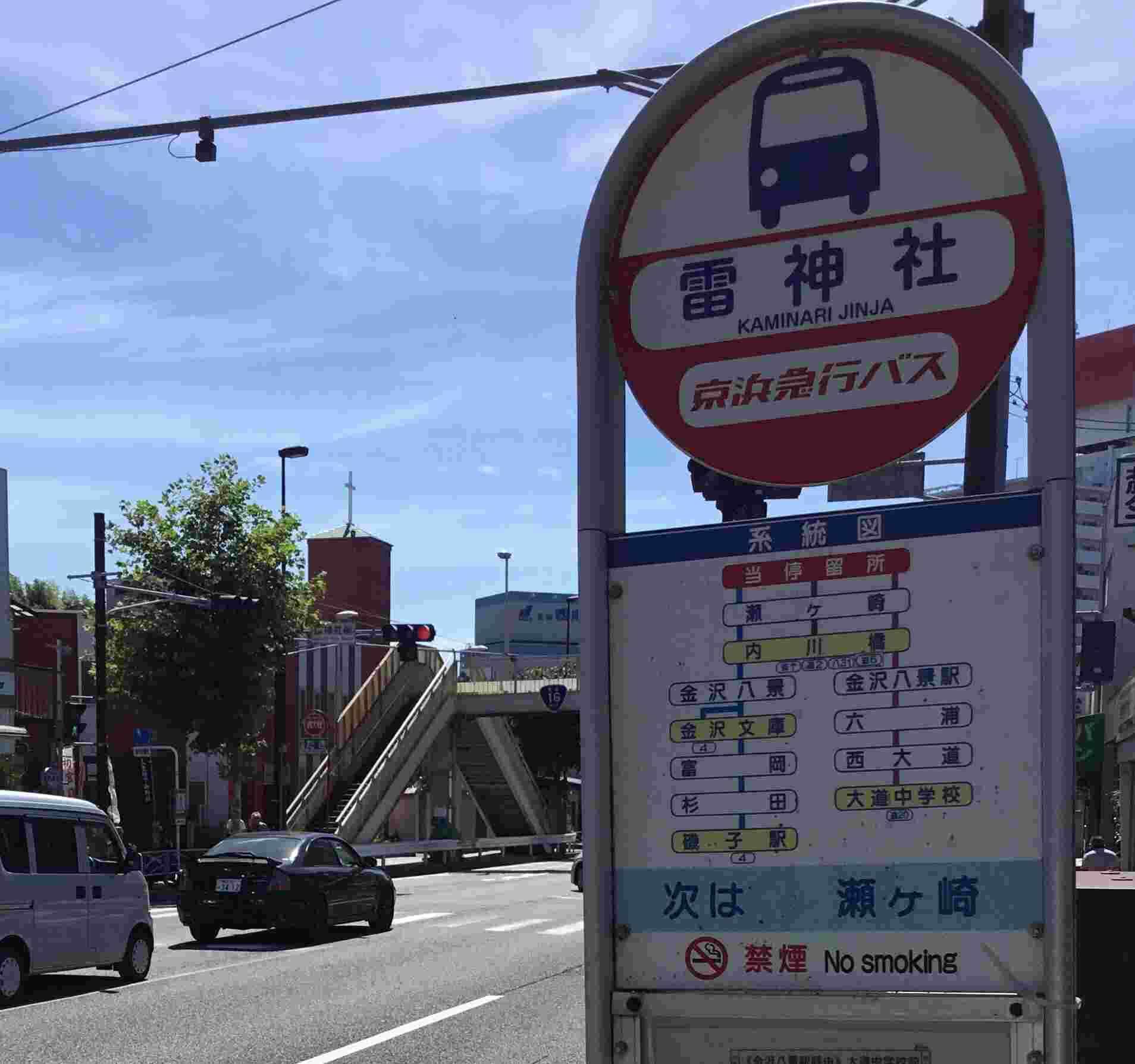
バス停「雷神社」。神社は交差点の左

- 京浜急行電鉄京急本線追浜駅より徒歩5分。